# Jean-Baptiste de Larreyre
Jean-Baptiste de Larreyre est un homme politique français né le 13 août 1745 à Tartas et décédé le 30 juillet 1808 à Lahosse  (Landes).

## Biographie
Conseiller à la sénéchaussée de Tartas, il est député du Tiers état aux états généraux de 1789. Il est ensuite président de l'administration du département des Landes, puis maire de Lahosse.